# 睜開雙眼 (專輯)
《睜開雙眼》（又譯作《雙眼睜開》）是蘇格蘭合成器流行樂隊第二張錄音室專輯，由維珍百代唱片和Goodbye唱片於2015年9月25日發行。